# Shirley Collins
Shirley Elizabeth Collins (nacida el 5 de julio de 1935), es una cantante folk británica que contribuyó de manera significativa al renacer del folk inglés de las décadas de 1960 y 1970. A menudo ha actuado y grabado con su hermana Dolly, cuyo acompañamiento al piano y al órgano portátil se ajusta de manera única a la forma de cantar austera y sencilla de su hermana.

## Biografía
Shirley Collins y su hermana mayor, Dolly, crecieron en el área de Hastings, en East Sussex, en una familia amante de la canción tradicional. Las canciones que aprendieron de su abuelo y de la hermana de su madre, Grace Winborn, han sido muy importantes en el repertorio de las hermanas a lo largo de su carrera.  
Tras dejar la escuela a los 17 años, Collins inició un curso para formarse como docente en Tooting, al sur de Londres. Al mismo tiempo, se implicó en los comienzos del revival folk en Londres y en 1954, en una fiesta organizada por Ewan MacColl, conoció a Alan Lomax,
un famoso musicólogo estadounidense y recopilador de música folk que se había trasladado al Reino Unido huyendo de la caza de brujas del senador Joseph McCarthy, que estaba entonces en su apogeo. Entre julio y noviembre de 1959 Lomax y Collins viajaron recogiendo canciones tradicionales por el sur de Estados Unidos. Grabaron muchas horas de música, con intérpretes como Almeda Riddle, Hobart Smith y Bessie Jones. La campaña culminó con el descubrimiento de Mississippi Fred McDowell. La música grabada durante el viaje se publicó en Atlantic Records con el título de Sounds of the South. Algunas canciones se utilizaron años más tarde en la película de los hermanos Coen Oh Brother, Where Art Thou. Collins cuenta en su autobiografía America Over the Water (2004) la experiencia de su vida con Lomax y la realización de las grabaciones en comunidades religiosas, encuentros sociales, cárceles y cadenas de presos.
De vuelta a Inglaterra, Collins se centró en su carrera como cantante y ayudó a introducir innovaciones en el revival folk inglés con una serie de álbumes muy influyentes. En 1964 grabó con el guitarrista Davey Graham el disco Folk Roots, New Routes, pionero de la fusión entre el jazz y el folk. En 1967 vio la luz The Sweet Primeroses, una colección de canciones tradicionales del sur de Inglaterra, en la que cuenta por primera vez con el acompañamiento de su hermana Dolly en el órgano portátil. 
En 1969 colaboró de nuevo, esta vez con el grupo The Young Tradition (con Peter Bellamy, Heather Wood and Royston Wood) y Dolly Collins en el álbum The Holly Bears the Crown, que no se publicó hasta 1995. 
La obra maestra de Collins, en opinión de muchos, es Anthems in Eden (1969). Este disco incluye una suite de canciones que aborda los cambios que produjo en la Inglaterra rural la Primera Guerra Mundial. Dolly Collins compuso los arreglos, contando con el especialista en música antigua  David Munrow y su grupo Early Music Consort. La combinación muy inusual de instrumentos antiguos que aparece en el álbum, que incluye rabeles, sacabuches, viola da gamba y cromorno, demostró que la guitarra no era el único instrumento de acompañamiento válido para la canción tradicional. Varios críticos han sugerido que la visión pionera de Anthems in Eden abrió camino al acompañamiento de canciones tradicionales con instrumentos propios del rock que practicaron más tarde con éxito Fairport Convention y Steeleye Span.
En todos estos discos Collins aúna su amor por la música tradicional inglesa y su profunda comprensión de la misma con una actitud renovadora en lo referente al acompañamiento. A Anthems In Eden lo siguieron Love, Death and the Lady y No Roses, grabado en 1971 con la Albion Country Band y un total de 27 músicos.
Collins se casó en segundas nupcias en 1971 con Ashley Hutchings, que abandonó Steeleye Span para trabajar con Collins en el grupo acústico Etchingham Steam Band, con Terry Potter, Ian Holder y Vic Gammon. El repertorio de la banda provenía de la música tradicional de Sussex. Con The Albion Dance Band, que interpretaba música tradicional mezclando instrumentos modernos (eléctricos) y medievales, Collins grabó The Prospect Before Us.
El disco de 1978 For As Many As Will fue el último álbum de estudio de Shirley y Dolly Collins. Collins abandonó los escenarios como cantante, aunque ha seguido dando conferencias y apareciendo en los medios en calidad de estudiosa de la música tradicional. 
En 2004, recibió el premio Gold Badge que otorga la English Folk Dance and Song Society y fue elegida como patrona por la South East Folk Arts Network en 2006. Ese mismo año recibió la medalla de la Orden del Imperio Británico por sus servicios a la música tradicional inglesa. A estos han seguido otros honores y distinciones. 
Junto al actor Pip Barnes, realiza una gira con tres charlas ilustradas: "America over the Water" (sobre su trabajo de campo en el sur de Estados Unidos junto a Alan Lomax), "A Most Sunshiny Day" (sobre la música tradicional inglesa, y en especial la de Sussex) y "I'm a Romany Rai" (sobre los cantantes gitanos y las canciones del sur de Inglaterra).

## Influencia
Tanto la colaboración de Collins con Davy Graham (Folk Roots, New Routes) como el álbum Anthems in Eden se consideran dos hitos del renacimiento del folk inglés.
La voz de Colins tiene una cualidad velada y etérea que desagrada a algunos oyentes pero le ha atraído admiradores de campos muy diversos. La banda americana de folk-rock 10,000 Maniacs publicó una versión de "Just as the Tide was Flowing" que sigue de cerca la del álbum No Roses. David Tibet, de la banda de folk apocalíptico Current 93, publicó una antología de las grabaciones de Collins, Fountain of Snow, y la cantante le devolvió el favor prestando su voz a la versión final de la canción  "Idumæa" en el disco de Current 93 Black Ships Ate the Sky (2006).
Billy Bragg ha dicho de ella: «Shirley Collins es sin duda uno de los mayores tesoros culturales de Inglaterra».
Pocos cantantes del revival folk inglés han realizado una aportación tan novedosa e influyente como Collins, en cuya voz se combinan la fragilidad y el poderío. «Me gusta que la música sea bastante directa, embellecida con sencillez —que la ejecución sin histrionismo te permita pensar sobre la canción, en vez de decirte lo que debes pensar».
Colin Meloy, del grupo The Decemberists, publicó en 2006 un EP monográfico con canciones de  Shirley Collins.  

## Discografía
- Sweet England Argo (1959)
- False True Lovers Folkways Records (1960)
- Heroes in Love Topic EP (1963)
- The Sweet Primeroses Topic (1967)
- The Power of the True Love Knot  Polydor (1968)
- A Favourite Garland (Recopilatorio) Gama (1973)
- Adieu to Old England Topic (1974)
- Fountain of Snow Durtro (1992)
- Within Sound Fledg'ling (2002) [4 CD Box Set & 56 pages book]
- The Classic Collection (Recopilatorio) Highpoint (2004)
- Lodestar Domino (2016)
- Heart's Ease Domino (2020)
- Archangel Hill (2023)

### Shirley y Dolly Collins
- Anthems in Eden EMI Harvest (1969)
- Love, Death and the Lady EMI Harvest (1970)
- Amaranth EMI Harvest (1976) – [incluye Anthems in Eden]
- For as Many as Will Topic (1978)
- Harking Back Durtro (1979)
- Snapshots Fledg'ling (2006)
- The Harvest Years EMI (2008)

### Shirley Collins y the Albion Country Band
- No Roses Pegasus (1971)

### The Young Tradition con Shirley y Dolly Collins
- The Holly Bears The Crown Fledg'ling (recorded 1969/ released 1995)

### Shirley Collins y Davy Graham
- Folk Roots, New Routes Decca  (1964)

### Etchingham Steam Band (incluye a Shirley Collins)
- Etchingham Steam Band Fledg'ling (1975)